# Dracs: els nou regnes
Dracs: els nou regnes (títol original en anglès, DreamWorks Dragons: The Nine Realms) és una sèrie de televisió animada per ordinador estatunidenca de la franquícia Com ensinistrar un drac, produïda per DreamWorks Animation amb la marca DreamWorks Animation Television per a Peacock i Hulu. La sèrie es va estrenar tant a Peacock com a Hulu el 23 de desembre de 2021 i va finalitzar el 14 de desembre de 2023 a la vuitena temporada.
S'ha doblat al català per al canal SX3, que la va estrenar el 12 de maig de 2023.

## Premissa
La sèrie està ambientada en el món modern, 1.300 anys després dels esdeveniments de Com ensinistrar un drac 3 (2019). Segueix un grup de nens inadaptats, portats pels seus pares a una fissura enorme causada per un cometa, que descobreixen la veritat sobre els dracs i on s'han amagat.

## Emissió
La sèrie es va estrenar tant a Peacock com a Hulu el 23 de desembre de 2021, mentre que la segona temporada va començar el 5 de maig de 2022. La tercera temporada es va estrenar el 18 d'agost de 2022 i la quarta temporada, el 17 de novembre de 2022. La cinquena temporada es va estrenar el 2 de març de 2023. La sisena temporada es va estrenar el 15 de juny de 2023. La setena temporada es va estrenar el 14 de setembre de 2023. La vuitena i temporada final es va estrenar el 14 de desembre de 2023.
| Temporada | Temporada | Episodis | Episodis | Data d'emissió original | Dates d'emissió en català | Dates d'emissió en català |
| Temporada | Temporada | Episodis | Episodis | Data d'emissió original | Primera emissió           | Última emissió            |
| --------- | --------- | -------- | -------- | ----------------------- | ------------------------- | ------------------------- |
|           | 1         | 6        | 6        | 23 de desembre de 2021  | 12 de maig de 2023        | 19 de maig de 2023        |
|           | 2         | 7        | 7        | 5 de maig de 2022       | 22 de maig de 2023        | 30 de maig de 2023        |
|           | 3         | 7        | 7        | 18 d'agost de 2022      | 31 de maig de 2023        | 8 de juny de 2023         |
|           | 4         | 6        | 6        | 17 de novembre de 2022  | 9 de juny de 2023         | 16 de juny de 2023        |
|           | 5         | 6        | 6        | 2 de març de 2023       | 21 de desembre de 2023    | 25 de desembre de 2023    |
|           | 6         | 7        | 7        | 15 de juny de 2023      | 26 de desembre de 2023    | 29 de desembre de 2023    |
|           | 7         | 7        | 7        | 14 de setembre de 2023  | 29 de desembre de 2023    | 3 de gener de 2024        |
|           | 8         | 6        | 6        | 14 de desembre de 2023  | 22 de març de 2024        | 22 de març de 2024        |

## Producció
DreamWorks va anunciar Dracs: els nou regnes el 13 d'octubre de 2021. La sèrie es va estrenar a Peacock i Hulu el 23 de desembre de 2021, amb la primera temporada que conté sis episodis de 22 minuts cadascun. La sèrie és protagonitzada originalment en anglès per l'actor Jeremy Shada. Va ser produït pels productors guionistes John Tellegen, Chuck Austen i Henry Gilroy.